# Roberto Gremmo
Roberto Gremmo, né le 22 décembre 1950 à Biella, est un historien, journaliste et homme politique italien.

## Biographie
Né à Biella, Roberto Gremmo s'inscrit très jeune, en 1964, à la Fédération de la Jeunesse communiste italienne devenant presque aussitôt membre du secrétariat provincial de la Commission pour l'histoire du PCI de Biella, avec Pietro Secchia et d'autres.
En 1966 il démissionne  pour adhérer à la Ligue des Communistes marxistes-léninistes d'Italie De janvier 1968 à l'été 1969, il publie à Biella le mensuel La Voce Comunista, unique périodique maoïste du Piémont.
Depuis sa jeunesse, il se consacre à l'enseignement dans l'école primaire. Au début des années 1970, il épouse Anna Sartoris, avec laquelle il a peu après un fils, Gabriele.
Activiste politique d'inspiration maoïste, il alterne, dans les années 1970, l'étude des plus importants figures et mouvements du communisme et de l'anarchisme italien de la première moitié du XXe siècle, avec l'analyse de l'histoire locale piémontaise.
En 1973, il fonde avec sa femme le premier journal piémontais d'inspiration autonomiste, Alp.

### Activité politique
Porté, par sa propre formation politique, à une complète adhésion aux groupes communistes marxistes-léninistes à la fin des années 1970, Gremmo commence, simultanément à sa collaboration avec Bossi, à mûrir des idées autonomistes. En 1977, il fonde le mouvement Arnàssita piémontaise, qui prend ensuite le nom d'Union piémontaise.
En 1981, il commence à publier avec Marcello Braccini La Fattoria degli Animali, périodique qui aborde le cas des communistes italiens victimes des persécutions staliniennes. À partir de cette année, il est aussi directeur responsable du périodique de culture juive Ha Merkas-Il Centro.
En 1985, il est élu conseiller de la province de Turin. Peu après, il obtient aussi un siège au conseil communal de Santhià, duquel il démissionne par la suite.
En 1988, il est élu conseiller régional de la Vallée d'Aoste sous l'étiquette Union autonomiste. En 1989, il est devenu conseiller communal à Bussolin, et, en 1990, il élu au conseil municipal de Turin.
À l'occasion des élections générales de 1987, comme la Ligue Lombarde de l'époque, qui avait pris en compte dans son programme les requêtes des autres idéologies autonomistes septentrionales, ne respecte pas l'accord de collaboration paritaire avec l'Union piémontaise et la Ligue vénète, Roberto Gremmo refuse de continuer à faire partie des responsables de Lombardie autonomiste. Il se dissocie ainsi des idées indépendantistes de la Ligue, qui collent mal avec ses positions autonomistes et régionalistes, manifestant sa totale désapprobation des théories indépendantistes padanes, pour lesquelles Roberto Gremmo, comme beaucoup d'autres, ne reconnaissait aucun fondement historique.

### Thèmes de ses recherches historiques

#### Les études sur le mouvementBandiera Rossaet sur l'anarchisme italien
Roberto Gremmo a été un prolifique historien local et un chercheur reconnu sur l'histoire des mouvements anarchistes, communistes et socialistes du XXe siècle italien. Il s'est ainsi consacré aux études relatives aux mouvements clandestins Bandiera Rossa, ce qui l'a conduit à publier plus d'un volume. Dans son étude, il analyse aussi l'hypothèse d'une responsabilité de ce  mouvement dans  l'Attentat de la via Rasella, ainsi que la comparaison répandue entre la Bandiera Rossa et le Parti ouvrier d'unification marxiste (POUM)  au temps de la guerre civile espagnole.
Une particularité de ses recherches historiques réside dans la présentation elle-même, au travers d'un usage massif de documents fréquemment inédits. À la faveur de son livre sur l'anarchiste Camillo Berneri (Bombe, soldi e anarchia: l'affare Berneri e la tragedia dei libertari italiani in Spagna), Roberto Gremmo a suggéré l'hypothèse que Berneri et Barbieri ont été tués par des agents à la solde de Angel Galarza Gago, alors ministre de l'Intérieur de la République espagnole.
En 2005, il publie une monographie intitulée Il Processo Moranino dans lequel il décrit grâce aux sources des archives judiciaires les vicissitudes judiciaires qui, entre les années cinquante et soixante, celui qui alors brillait par son absence, Francesco Moranino, accusé et ensuite condamné par les Strage della Missione Strassera de novembre 1944 ; en outre une section du livre, est consacrée à l'implication des Moranino dans les procès instruits par la Strage dell'ospedale psichiatrico di Vercelli survenue en mai 1945.

## Œuvres

### Monographies
- Larzac. I trattori vincono i cannoni, La Comune, 1973
- Pietro Secchia. Un comunista scomodo, Ed. BS, Ivrea, 1978
- L'oppressione culturale italiana in Piemonte, Ed. Bs, Ivrea(To) 1978
- Le donne del diavolo: vicende di religiosità popolare nell'800, 1978
- Storie di antiche comunità: Moncalvo, Ed. Comunità israelitica di Milano, Milano, 1978
- Il ribelle Dolcino nella coscienza socialista. Una tradizione popolare biellese, Istituto di Studi dolciniani, Vercelli, 1980
- Storia della gente di Cossato, Di Pietro editore, 1980
- Robe dl'aotr olam: Poesie 'nt el giargon ebràich-lissandrin - Poesie in giudeo alessandrino di Roberto Testore (1797–1883), BS, Ivrea, 1982
- Rinaldo Rigola, una presenza critica nel regime fascista, Ed. Istituto di Studi A.Kuliscioff, Torino, 1983
- Sante Caserio: vita, tragedia e mito di un anarchico lombardo, ELF, Biella, 1994
- Streghe e magia: episodi di opposizione religiosa popolare sulle Alpi del Seicento, ELF, Biella, 1994
- L'ultima Resistenza: le ribellioni partigiane in Piemonte dopo la nascita della Repubblica 1946-1947, 1995
- Il separatismo in Valsusa: la Missione "Escartons" e il Groupe anciens dauphinois (1945-1946), Edizioni ELF, Biella, 1995
- Il tesoro di fra Dolcino: una tradizione popolare biellese e valsesiana, Edizioni ELF, Biella, 1995
- La "Repubblica" di Sala Biellese del 1896  - Dalla rivolta popolare alle lotte di anarchici, socialisti, sindacalisti rivoluzionari e comunisti nei paesi della Serra, Edizioni ELF, Biella, 1996
- I comunisti di Bandiera rossa: l'opposizione rivoluzionaria del Movimento comunista d'Italia, 1944-1947, ELF, Biella, 1996
- I partigiani di Bandiera rossa: il Movimento comunista d'Italia nella Resistenza romana, ELF, Biella, 1996
- Il nuovo Messia e la Madonna Rossa: Francesco Grignaschi e la rivolta religiosa contadina di metà Ottocento fra Ossola e Monferrato, 1997
- La prima strage di stato: le giornate di sangue di Torino del 21 e 22 settembre 1864, 1999
- Gli anarchici che uccisero Umberto I: Gaetano Bresci, il "Biondino" e i tessitori biellesi di Paterson, 2000
- I contrasti di confine italo-francesi al termine del secondo conflitto mondiale, Bastogi, 2001
- Davide Lazzaretti: un delitto di stato, 2002
- Il processo Moranino ELF, Vercelli, 2005
- Montanari contro il tricolore: l'insorgenza valdostana del 1853 e l'opposizione popolare a Cavour, 2005
- L'ultima strega: la fattucchiera canavesana uccisa in Valsusa nel 1946, 2006
- Fra Dolcino e San Dolcito: l'enigma dell'eretico ed il mistero delle reliquie, 2007
- La Piaggio a Biella: il trasferimento da Pontedera, le azioni dei partigiani e le tragedie della guerra, 2007
- Bombe, soldi e anarchia: l'affare Berneri e la tragedia dei libertari italiani in Spagna, Biella, 2008
- Mussolini e il soldo infame. I segreti inconfessabili di un "anarchiste" romagnolo in Francia, Storia Ribelle, Biella, 2008
- Le grandi pietre magiche: residui di paganesimo nella religiosità, ELF, Biella, 2009
- Gli anni amari di Bordiga. Un comunista irriducibile e nemico di Stalin nell'Italia di Mussolini, Storia Ribelle, Biella, 2009
- L'Ebraismo armato. L'"Irgun Zvai Leumi" e gli attentati antibritannici in Italia (1946-1948), Storia Ribelle, 2009
- Le "marocchinate", gli Alleati e la guerra ai civili. Le vittime dell'occupazione militare straniera nell'Italia liberata (1943-1947), Storia Ribelle, 2010

### Publications et articles
- « Contro Roma. Storia, idee e programmi delle Leghe autonomiste del Nord », L’Union Autonomiste/La Lega Alpina, supplément du no 167, 30 septembre 1992
- « Lo sciopero bianco degli operai di Asti nel 1944, l’arresto dei Comunisti internazionalisti e la delazione contro Mario Acquaviva », in La Storia ribelle, n. 6, 1998
- « Una voce contro le leggi razziali », in Tribuna novarese, 29 gennaio 2007

## Crédit d'auteurs
- (it) Cet article est partiellement ou en totalité issu de l’article de Wikipédia en italien intitulé « Roberto Gremmo » (voir la liste des auteurs).